# John Lackey
John Derran Lackey (* 23. října 1978, Abilene, Texas, USA) je americký baseballista, který hrál v severoamerické Major League Baseball na pozici nadhazovače.
Od svého vstupu do MLB v roce 2002 do roku 2009 hrál za tým Los Angeles Angels of Anaheim. V letech 2010–2014 nastupoval za Boston Red Sox, následně strávil dva roky v organizaci St. Louis Cardinals a další dvě sezony v Chicago Cubs.
Je také trojnásobným vítězem Světové série.